# Seznam utkání Kladna v play off české hokejové extraligy
Toto je seznam zápasů Kladna v play off české hokejové extraligy .

## Kladno
| Kladno versus    | S  | Předkolo          | Čtvrtfinále                         | Semifinále        | Finále | V  | P  |
| ---------------- | -- | ----------------- | ----------------------------------- | ----------------- | ------ | -- | -- |
| Třinec           | 0  |                   |                                     |                   |        | 0  | 0  |
| Hradec Králové   | 0  |                   |                                     |                   |        | 0  | 0  |
| Chomutov         | 0  |                   |                                     |                   |        | 0  | 0  |
| Liberec          | 0  |                   |                                     |                   |        | 0  | 0  |
| Litvínov         | 1  |                   | 1993/1994 (3 : 1)                   |                   |        | 3  | 1  |
| Mladá Boleslav   | 0  |                   |                                     |                   |        | 0  | 0  |
| Olomouc          | 1  |                   |                                     | 1993/1994 (2 : 3) |        | 2  | 3  |
| Pardubice        | 2  | 2012/2013 (3 : 2) | 2004/2005 (3 : 4)                   |                   |        | 6  | 6  |
| Plzeň            | 1  | 2007/2008 (3 : 1) |                                     |                   |        | 3  | 1  |
| Sparta Praha     | 0  |                   |                                     |                   |        | 0  | 0  |
| Vítkovice        | 1  |                   | 1996/1997 (0 : 3)                   |                   |        | 0  | 3  |
| Zlín             | 1  |                   |                                     | 1994/1995 (2 : 3) |        | 2  | 3  |
| Jihlava          | 0  |                   |                                     |                   |        | 0  | 0  |
| České Budějovice | 1  |                   | 2007/2008 (1 : 4)                   |                   |        | 1  | 4  |
| Karlovy Vary     | 0  |                   |                                     |                   |        | 0  | 0  |
| Brno             | 1  | 2011/2012 (0 : 3) |                                     |                   |        | 0  | 3  |
| Slavia Praha     | 2  |                   | 1994/1995 (3 : 0) 2012/2013 (1 : 4) |                   |        | 4  | 4  |
| Vsetín           | 1  |                   | 1995/1996 (0 : 4)                   |                   |        | 0  | 4  |
| Znojmo           | 1  | 2006/2007 (0 : 3) |                                     |                   |        | 0  | 3  |
| Celkem           | 13 |                   |                                     |                   |        | 21 | 35 |

## Kladno - Slavia Praha
| Číslo | Sezona    | Utkání      | Domácí       | Výsledek     | Hosté        | Třetiny         |
| --- | --------- | ----------- | ------------ | ------------ | ------------ | --------------- |
| 01. | 1994/1995 | čtvrtfinále | Kladno       | 7 : 4 Report | Slavia Praha | (1:0, 0:1, 6:3) |
| Branky Kladna 12:03 Martin Procházka, 43:29 Miroslav Mach, 47:53 Miroslav Mach, 51:14 Pavel Patera, 54:52 Martin Procházka, 56:08 Patrik Eliáš, 59:37 Jan Kruliš |           |             |              |              |              |                 |
| 02. | 1994/1995 | čtvrtfinále | Kladno       | 4 : 2 Report | Slavia Praha | (2:1, 1:0, 1:1) |
| Branky Kladna 14:41 Petr Kuda, 17:11 Martin Procházka, 39:54 Pavel Patera, 58:05 Martin Procházka                                                                |           |             |              |              |              |                 |
| 03. | 1994/1995 | čtvrtfinále | Slavia Praha | 2 : 3 Report | Kladno       | (1:2, 0:1, 1:0) |
| Branky Kladna 03:26 David Čermák, 11:53 Miroslav Mach, 36:53 Miroslav Mach                                                                                       |           |             |              |              |              |                 |
| |           |             |              |              |              |                 |
| 04. | 2012/2013 | čtvrtfinále | Slavia Praha | 4 : 0 Report | Kladno       | (1:0, 1:0, 2:0) |
| Branky Kladna nikdo |           |             |              |              |              |                 |
| 05. | 2012/2013 | čtvrtfinále | Slavia Praha | 3 : 1 Report | Kladno       | (1:1, 1:0, 1:0) |
| Branky Kladna 16:38 Jakub Valský |           |             |              |              |              |                 |
| 06. | 2012/2013 | čtvrtfinále | Kladno       | 1 : 0 Report | Slavia Praha | (0:0, 0:0, 1:0) |
| Branky Kladna 47:38 Jan Dalecký |           |             |              |              |              |                 |
| 07. | 2012/2013 | čtvrtfinále | Kladno       | 1 : 5 Report | Slavia Praha | (0:2, 0:3, 1:0) |
| Branky Kladna 53:49 Koba Jass |           |             |              |              |              |                 |
| 08. | 2012/2013 | čtvrtfinále | Slavia Praha | 4 : 0 Report | Kladno       | (0:0, 2:0, 2:0) |
| Branky Kladna nikdo |           |             |              |              |              |                 |
| |           |             |              |              |              |                 |
| Kladno 4x utkání vyhrál, 4x utkání prohrál Kladno 1x sérii vyhrál, 1x sérii prohrál                                                                              |           |             |              |              |              |                 |

## Kladno - Pardubice
| Číslo | Sezona    | Utkání      | Domácí    | Výsledek        | Hosté     | Třetiny         |
| --- | --------- | ----------- | --------- | --------------- | --------- | --------------- |
| 01. | 2004/2005 | čtvrtfinále | Pardubice | 4 : 1 Report    | Kladno    | (1:1, 2:0, 1:0) |
| Branky Kladna 03:38 Radek Gardoň |           |             |           |                 |           |                 |
| 02. | 2004/2005 | čtvrtfinále | Pardubice | 4 : 1 Report    | Kladno    | (1:0, 1:0, 2:1) |
| Branky Kladna 54:56 Jan Hrdina |           |             |           |                 |           |                 |
| 03. | 2004/2005 | čtvrtfinále | Kladno    | 4 : 0 Report    | Pardubice | (1:0, 2:0, 1:0) |
| Branky Kladna 18:08 Pavel Patera, 29:24 František Mrázek, 32:49 Pavel Patera, 44:33 Jan Hrdina                                         |           |             |           |                 |           |                 |
| 04. | 2004/2005 | čtvrtfinále | Kladno    | 0 : 3 Report    | Pardubice | (0:1, 0:1, 0:1) |
| Branky Kladna nikdo |           |             |           |                 |           |                 |
| 05. | 2004/2005 | čtvrtfinále | Pardubice | 3 : 6 Report    | Kladno    | (1:0, 1:2, 1:4) |
| Branky Kladna 28:38 Martin Ševc, 32:33 Tomáš Kaberle, 48:15 Martin Procházka, Vitězslav Bílek, 56:18 Jan Hrdina, 58:42 Miloslav Hořava |           |             |           |                 |           |                 |
| 06. | 2004/2005 | čtvrtfinále | Kladno    | 2 : 1 Report    | Pardubice | (0:0, 1:1, 1:0) |
| Branky Kladna 15:38 Josef Zajíc, 25:31 Martin Procházka                                                                                |           |             |           |                 |           |                 |
| 07. | 2004/2005 | čtvrtfinále | Pardubice | 3 : 1 Report    | Kladno    | (2:1, 0:0, 1:0) |
| Branky Kladna 46:02 Martin Procházka                                                                                                   |           |             |           |                 |           |                 |
| |           |             |           |                 |           |                 |
| 08. | 2012/2013 | předkolo    | Kladno    | 2 : 1 Report    | Pardubice | (0:0, 1:1, 1:0) |
| Branky Kladna 36:26 Jan Piskáček, 44:44 Jakub Valský                                                                                   |           |             |           |                 |           |                 |
| 09. | 2012/2013 | předkolo    | Kladno    | 3 : 2 PP Report | Pardubice | (0:0, 1:1, 1:1) |
| Branky Kladna 26:45 Miloslav Hořava, 56:26 Pavel Patera, v prodloužení 64:23 Jakub Valský                                              |           |             |           |                 |           |                 |
| 10. | 2012/2013 | předkolo    | Pardubice | 3 : 1 Report    | Kladno    | (1:1, 0:0, 2:0) |
| Branky Kladna 04:05 Miloslav Hořava |           |             |           |                 |           |                 |
| 11. | 2012/2013 | předkolo    | Pardubice | 3 : 2 SN Report | Kladno    | (1:0, 0:1, 1:1) |
| Branky Kladna 29:00 Pavel Patera, 51:19 Jiří Kuchler                                                                                   |           |             |           |                 |           |                 |
| 12. | 2012/2013 | předkolo    | Kladno    | 1 : 0 Report    | Pardubice | (0:0, 1:0, 0:0) |
| Branky Kladna 31:41 Koba Jass |           |             |           |                 |           |                 |
| |           |             |           |                 |           |                 |
| Kladno 6x utkání vyhrál, 6x utkánní prohrál Kladno 1x sérii vyhrál, 1x sérii prohrál                                                   |           |             |           |                 |           |                 |

## Kladno - Litvínov
| Číslo | Sezona    | Utkání      | Domácí   | Výsledek     | Hosté    | Třetiny         |
| --- | --------- | ----------- | -------- | ------------ | -------- | --------------- |
| 01. | 1993/1994 | čtvrtfinále | Kladno   | 4 : 5 Report | Litvínov | (1:1, 3:2, 0:2) |
| Branky Kladna 19:20 Josef Zajíc, 29:47 Otakar Vejvoda, 34:03 David Čermák, 35:25 Martin Procházka                                                           |           |             |          |              |          |                 |
| 02. | 1993/1994 | čtvrtfinále | Kladno   | 3 : 2 Report | Litvínov | (2:1, 0:1, 1:0) |
| Branky Kladna 06:00 Jiří Beránek, 09:46 Martin Procházka, 58:15 David Čermák                                                                                |           |             |          |              |          |                 |
| 03. | 1993/1994 | čtvrtfinále | Litvínov | 1 : 4 Report | Kladno   | (1:1, 0:1, 0:2) |
| Branky Kladna 07:56 Milan Ruchař, 30:38 Petr Ton, 53:47 Jan Kruliš, 59:31 Radek Gardoň                                                                      |           |             |          |              |          |                 |
| 04. | 1993/1994 | čtvrtfinále | Litvínov | 2 : 7 Report | Kladno   | (0:1, 0:5, 2:1) |
| Branky Kladna 17:34 David Čermák, 22:52 Josef Zajíc, 29:24 Otakar Vejvoda, 32:03 Josef Zajíc, 35:22 Jiří Veber, 39:14 František Kaberle, 40:22 Milan Ruchař |           |             |          |              |          |                 |
| |           |             |          |              |          |                 |
| Kladno 3x utkání vyhrál, 1x utkánní prohrál Kladno 1x sérii vyhrál, 0x sérii prohrál                                                                        |           |             |          |              |          |                 |

## Kladno - Olomouc
| Číslo | Sezona    | Utkání     | Domácí  | Výsledek        | Hosté   | Třetiny         |
| --- | --------- | ---------- | ------- | --------------- | ------- | --------------- |
| 01. | 1993/1994 | semifinále | Kladno  | 4 : 1 Report    | Olomouc | (2:0, 1:1, 1:0) |
| Branky Kladna 05:03 Radek Gardoň, 06:30 Pavel Patera, 32:42 Pavel Patera, 58:10 Jiří Beránek                   |           |            |         |                 |         |                 |
| 02. | 1993/1994 | semifinále | Kladno  | 4 : 1 Report    | Olomouc | (0:1, 2:0, 2:0) |
| Branky Kladna 26:48 Otakar Vejvoda, 30:02 David Čermák, 49:37 Petr Ton, 54:07 Jan Kruliš                       |           |            |         |                 |         |                 |
| 03. | 1993/1994 | semifinále | Olomouc | 5 : 4 Report    | Kladno  | (3:0, 1:3, 1:1) |
| Branky Kladna 24:06 Radek Gardoň, 31:16 Josef Zajíc, 36:22 Otakar Vejvoda, 48:50 Petr Kasík                    |           |            |         |                 |         |                 |
| 04. | 1993/1994 | semifinále | Olomouc | 6 : 3 Report    | Kladno  | (3:1, 0:0, 3:2) |
| Branky Kladna 15:07 David Čermák, 44:54 Petr Kasík, 57:14 Tomáš Mikolášek                                      |           |            |         |                 |         |                 |
| 05. | 1993/1994 | semifinále | Kladno  | 5 : 6 SN Report | Olomouc | (4:4, 0:1, 1:0) |
| Branky Kladna 03:14 Josef Zajíc, 03:49 Patrik Eliáš, 17:07 Pavel Patera, 18:03 Jiří Beránek, 51:50 Josef Zajíc |           |            |         |                 |         |                 |
| |           |            |         |                 |         |                 |
| Kladno 2x utkání vyhrála, 3x utkání prohrála Kladno 0x sérii vyhrála, 1x sérii prohrála                        |           |            |         |                 |         |                 |

## Kladno - Zlín
| Číslo | Sezona    | Utkání     | Domácí | Výsledek        | Hosté  | Třetiny         |
| --- | --------- | ---------- | ------ | --------------- | ------ | --------------- |
| 01. | 1994/1995 | semifinále | Kladno | 3 : 7 Report    | Zlín   | (1:1, 1:2, 1:4) |
| Branky Kladna 12:06 Marek Židlický, 24:18 Miroslav Mach, 54:34 Pavel Patera                                   |           |            |        |                 |        |                 |
| 02. | 1994/1995 | semifinále | Kladno | 3 : 2 Report    | Zlín   | (0:0, 0:0, 3:2) |
| Branky Kladna 42:35 Martin Procházka, 46:55 Otakar Vejvoda, 59:36 Jan Kruliš                                  |           |            |        |                 |        |                 |
| 03. | 1994/1995 | semifinále | Zlín   | 8 : 3 Report    | Kladno | (3:0, 3:0, 2:2) |
| Branky Kladna 12:59 Libor Procházka, 40:44 Pavel Patera, 42:23 Jan Kruliš                                     |           |            |        |                 |        |                 |
| 04. | 1994/1995 | semifinále | Zlín   | 3 : 4 SN Report | Kladno | (0:1, 2:2, 1:0) |
| Branky Kladna 03:28 Libor Procházka, 22:45 Martin Procházka, 37:17 Miroslav Mach, rozhodující SN Pavel Patera |           |            |        |                 |        |                 |
| 05. | 1994/1995 | semifinále | Kladno | 1 : 5 Report    | Zlín   | (1:2, 0:1, 0:2) |
| Branky Kladna 07:51 Miroslav Mach                                                                             |           |            |        |                 |        |                 |
| |           |            |        |                 |        |                 |
| Kladno 2x utkání vyhrál, 3x utkání prohrál Kladno 0x sérii vyhrál, 1x sérii prohrál                           |           |            |        |                 |        |                 |

## Kladno - Vsetín
| Číslo                                                                               | Sezona    | Utkání      | Domácí | Výsledek        | Hosté  | Třetiny         |
| ----------------------------------------------------------------------------------- | --------- | ----------- | ------ | --------------- | ------ | --------------- |
| 01.                                                                                 | 1995/1996 | čtvrtfinále | Vsetín | 3 : 0 Report    | Kladno | (1:0, 0:0, 2:0) |
| Branky Kladna nikdo                                                                 |           |             |        |                 |        |                 |
| 02.                                                                                 | 1995/1996 | čtvrtfinále | Vsetín | 4 : 3 PP Report | Kladno | (0:0, 2:1, 1:2) |
| Branky Kladna 31:58 Libor Procházka, 41:22 Josef Zajíc, 55:14 Libor Procházka       |           |             |        |                 |        |                 |
| 03.                                                                                 | 1995/1996 | čtvrtfinále | Kladno | 2 : 4 Report    | Vsetín | (1:1, 0:1, 1:2) |
| Branky Kladna 03:33 Jan Kruliš, 43:51 Pavel Patera                                  |           |             |        |                 |        |                 |
| 04.                                                                                 | 1995/1996 | čtvrtfinále | Kladno | 1 : 2 Report    | Vsetín | (0:1, 1:0, 0:1) |
| Branky Kladna 33:00 Otakar Vejvoda                                                  |           |             |        |                 |        |                 |
|                                                                                     |           |             |        |                 |        |                 |
| Kladno 0x utkání vyhrál, 4x utkání prohrál Kladno 0x sérii vyhrál, 1x sérii prohrál |           |             |        |                 |        |                 |

## Kladno - Vítkovice
| Číslo | Sezona    | Utkání      | Domácí    | Výsledek        | Hosté     | Třetiny         |
| --- | --------- | ----------- | --------- | --------------- | --------- | --------------- |
| 01. | 1995/1996 | předkolo    | Kladno    | 4 : 2 Report    | Vítkovice | (2:0, 0:1, 2:1) |
| Branky Kladna 04:06 Tomáš Mikolášek, 10:13 Marek Židlický, 49:18 Martin Procházka, 59:47 Martin Procházka |           |             |           |                 |           |                 |
| 02. | 1995/1996 | předkolo    | Kladno    | 4 : 3 SN Report | Vítkovice | (2:0, 0:1, 1:2) |
| Branky Kladna 09:04 David Čermák, 11:22 Otakar Vejvoda, 53:39 Jiří Burger, rozhodující SN Petr Ton        |           |             |           |                 |           |                 |
| 03. | 1995/1996 | předkolo    | Vítkovice | 4 : 0 Report    | Kladno    | (2:0, 0:0, 2:0) |
| Branky Kladna nikdo                                                                                       |           |             |           |                 |           |                 |
| 04. | 1995/1996 | předkolo    | Vítkovice | 2 : 3 Report    | Kladno    | (1:1, 1:2, 0:0) |
| Branky Kladna 04:45 Pavel Pátera, 21:09 Pavel Pátera, 28:40 Jan Kruliš                                    |           |             |           |                 |           |                 |
| |           |             |           |                 |           |                 |
| 05. | 1996/1997 | čtvrtfinále | Vítkovice | 6 : 2 Report    | Kladno    | (3:0, 1:2, 2:0) |
| Branky Kladna 21:37 Ladislav Svoboda, 30:46 Tomáš Mikolášek                                               |           |             |           |                 |           |                 |
| 06. | 1996/1997 | čtvrtfinále | Vítkovice | 3 : 0 Report    | Kladno    | (0:0, 0:0, 3:0) |
| Branky Kladna nikdo                                                                                       |           |             |           |                 |           |                 |
| 07. | 1996/1997 | čtvrtfinále | Kladno    | 3 : 8 Report    | Vítkovice | (1:3, 2:3, 0:2) |
| Branky Kladna 03:05 Josef Zajíc, 20:36 David Čermák, 33:02 Jan Kruliš                                     |           |             |           |                 |           |                 |
| |           |             |           |                 |           |                 |
| Kladno 3x utkání vyhrál, 4x utkání prohrál Kladno 1x sérii vyhrál, 1x sérii prohrál                       |           |             |           |                 |           |                 |

## Kladno - Znojmo
| Číslo                                                                               | Sezona    | Utkání   | Domácí | Výsledek     | Hosté  | Třetiny         |
| ----------------------------------------------------------------------------------- | --------- | -------- | ------ | ------------ | ------ | --------------- |
| 01.                                                                                 | 2006/2007 | předkolo | Kladno | 2 : 3 Report | Znojmo | (0:1, 1:1, 1:1) |
| Branky Kladna 25:51 Radek Gardoň, 52:19 Martin Procházka                            |           |          |        |              |        |                 |
| 02.                                                                                 | 2006/2007 | předkolo | Kladno | 1 : 2 Report | Znojmo | (0:1, 1:0, 0:1) |
| Branky Kladna 35:43 Radek Bělohlav                                                  |           |          |        |              |        |                 |
| 03.                                                                                 | 2006/2007 | předkolo | Znojmo | 3 : 2 Report | Kladno | (1:2, 1:0, 1:0) |
| Branky Kladna 02:12 Jaroslav Kalla, 08:31 Tomáš Horna                               |           |          |        |              |        |                 |
|                                                                                     |           |          |        |              |        |                 |
| Kladno 0x utkání vyhrál, 3x utkání prohrál Kladno 0x sérii vyhrál, 1x sérii prohrál |           |          |        |              |        |                 |

## Kladno - Plzeň
| Číslo | Sezona    | Utkání   | Domácí | Výsledek     | Hosté  | Třetiny         |
| --- | --------- | -------- | ------ | ------------ | ------ | --------------- |
| 01. | 2007/2008 | předkolo | Kladno | 4 : 3 Report | Plzeň  | (1:1, 3:2, 0:0) |
| Branky Kladna 13:05 Marek Trončinský, 26:07 Pavel Patera, 27:05 Tomáš Horna, 27:24 Jan Rudovský                          |           |          |        |              |        |                 |
| 02. | 2007/2008 | předkolo | Kladno | 5 : 2 Report | Plzeň  | (1:0, 1:0, 3:2) |
| Branky Kladna 03:31 Martin Procházka, 30:01 Tomáš Horna, 42:40 Martin Procházka, 48:38 Tomáš Nádašdi, 59:49 Pavel Patera |           |          |        |              |        |                 |
| 03. | 2007/2008 | předkolo | Plzeň  | 6 : 5 Report | Kladno | (1:2, 4:1, 1:2) |
| Branky Kladna 10:57 David Hájek, 15:58 Aleš Pavlas, 28:24 Martin Procházka, 48:24 Tomáš Horna, 55:14 Richard Diviš       |           |          |        |              |        |                 |
| 04. | 2007/2008 | předkolo | Plzeň  | 2 : 3 Report | Kladno | (0:0, 1:2, 1:1) |
| Branky Kladna 27:43 Martin Procházka, 33:34 Martin Procházka, 53:45 David Hájek                                          |           |          |        |              |        |                 |
| |           |          |        |              |        |                 |
| Kladno 3x utkání vyhrál, 1x utkání prohrál Kladno 0x sérii vyhrál, 1x sérii prohrál                                      |           |          |        |              |        |                 |

## Kladno - České Budějovice
| Číslo                                                                                              | Sezona    | Utkání      | Domácí           | Výsledek     | Hosté            | Třetiny         |
| -------------------------------------------------------------------------------------------------- | --------- | ----------- | ---------------- | ------------ | ---------------- | --------------- |
| 01.                                                                                                | 2007/2008 | čtvrtfinále | České Budějovice | 2 : 0 Report | Kladno           | (2:0, 0:0, 0:0) |
| Branky Kladna nikdo                                                                                |           |             |                  |              |                  |                 |
| 02.                                                                                                | 2007/2008 | čtvrtfinále | České Budějovice | 2 : 0 Report | Kladno           | (1:0, 1:0, 0:0) |
| Branky Kladna nikdo                                                                                |           |             |                  |              |                  |                 |
| 03.                                                                                                | 2007/2008 | čtvrtfinále | Kladno           | 4 : 2 Report | České Budějovice | (1:1, 1:0, 2:1) |
| Branky Kladna 09:33 Jaroslav Kalla, 39:32 Martin Procházka, 53:52 Pavel Patera, 59:52 Pavel Patera |           |             |                  |              |                  |                 |
| 04.                                                                                                | 2007/2008 | čtvrtfinále | Kladno           | 1 : 3 Report | České Budějovice | (0:1, 0:1, 1:1) |
| Branky Kladna 54:07 Pavel Patera                                                                   |           |             |                  |              |                  |                 |
| 05.                                                                                                | 2007/2008 | čtvrtfinále | České Budějovice | 1 : 0 Report | Kladno           | (0:0, 1:0, 0:0) |
| Branky Kladna nikdo                                                                                |           |             |                  |              |                  |                 |
| |           |             |                  |              |                  |                 |
| Kladno 1x utkání vyhrál, 4x utkání prohrál Kladno 0x sérii vyhrál, 1x sérii prohrál                |           |             |                  |              |                  |                 |

## Kladno - Brno
| Číslo                                                                               | Sezona    | Utkání   | Domácí | Výsledek        | Hosté  | Třetiny         |
| ----------------------------------------------------------------------------------- | --------- | -------- | ------ | --------------- | ------ | --------------- |
| 01.                                                                                 | 2011/2012 | předkolo | Brno   | 5 : 2 Report    | Kladno | (3:0, 0:1, 2:1) |
| Branky Kladna 38:37 Jaroslav Kalla, 40:46 Jaroslav Kalla                            |           |          |        |                 |        |                 |
| 02.                                                                                 | 2011/2012 | předkolo | Brno   | 5 : 3 Report    | Kladno | (2:1, 1:1, 2:1) |
| Branky Kladna 04:26 Jiří Kuchler, 25:07 Jan Eberle                                  |           |          |        |                 |        |                 |
| 03.                                                                                 | 2011/2012 | předkolo | Kladno | 3 : 4 SN Report | Brno   | (0:0, 3:1, 0:2) |
| Branky Kladna 20:44 Pavel Patera, 28:44 Jiří Drtina, 31:51 Jiří Bicek               |           |          |        |                 |        |                 |
|                                                                                     |           |          |        |                 |        |                 |
| Kladno 0x utkání vyhrál, 3x utkání prohrál Kladno 0x sérii vyhrál, 1x sérii prohrál |           |          |        |                 |        |                 |